# うちなーであそぼ
うちなーであそぼは、NHK沖縄放送局が沖縄県内向けに放送しているミニ番組。

## 概要
『英語であそぼ』『にほんごであそぼ』の沖縄版。
英語・日本語の『あそぼ』シリーズは、一定の視聴者層を獲得し、高い評価を得ている。これに加え、NHKでは2007年から2012年にかけて山形局が山形弁限定で進行する『今夜はなまらナイト』を随時放送して県内で高い視聴率を弾き出すなど、地域の言葉を見つめ直す動きも進んでいる。
そうした中で沖縄局でも、本土とは大きく異なる独自の「うちなーぐち」（沖縄方言）を如何にして若い世代に伝えていくかが、大きなテーマとなりつつあった。そこで、『あそぼ』シリーズのフォーマットを利用して、方言で世代間交流を図れるようにと願い生まれたのが、この番組である。番組には沖縄局ゆかりのタレントらが出演して「うちなーぐち」の魅力を伝える。
本番組の開始に伴い、沖縄民謡専門のFM音楽番組『うちなぁジョッキー』がDJを務める元アナウンサー・牧港襄一の高齢化もあり『沖縄の歌と踊り』同様に、2010年度に定番番組（月2回）から特集番組へと格下げされた。
2021年4月13日、「うちなーであそぼSP さぁたぁとうちなー大冒険」として放送された。また、2022年5月5日、沖縄本土復帰50周年関連番組として九州・沖縄地方向けに放送された。

## 主な出演者
- 藤木勇人（『沖縄熱中倶楽部』司会）
- ゆうりきや〜（山田力也がかつて『太陽カンカンワイド』に出演）
- チアキ（「しゃかり」ヴォーカル、ナレーション担当）

## 放送時間
教育テレビ
月曜　17:20 - 17:25
金曜　07:25 - 07:30
他の曜日には、7:25枠に『デザインあ』、17:20枠に『ミニアニメ』（同日6:40枠の再放送）が放送されており、該当曜日には沖縄局のみ本番組に差し替えとなる。そのため、金曜日の『デザインあ』は、同日の放送が沖縄局ではない。
総合テレビ
土曜　12:40 - 12:45
日曜　10:55 - 11:00
ただし、『正午のニュース』が延長した時は休止となる。